# Héraclius de Gramont
Pour les autres membres de la famille, voir Maison de Gramont.
Antoine IX Héraclius-Agénor de Gramont, duc de Guiche, puis 9e duc de Gramont, né au château de Versailles, le 7 juin 1789 et mort à Paris le 4 mars 1855, est un militaire français.

## Biographie
Fils d’Antoine-Louis-Marie de Gramont, et d'Aglaé de Polignac, il est issu de la Maison de Gramont. Il est le frère cadet de Corisande, épouse de Charles Augustus Bennet, comte de Tankerville, et d'Aglaé, épouse d'Alexandre Lvovitch Davydov puis d'Horace Sébastiani.
Il suit ses parents en émigration et parcourt avec eux toutes les contrées de l'Europe. En Russie il est incorporé, à l'âge de 9 ans, dans le régiment de Tauride, sous les ordres de Suvarow, et reçoit le brevet de sous-lieutenant. Le jeune officier rejoint à Mittau son père qui accompagne Louis XVIII en exil.
Conduit en Angleterre pour y faire son éducation, il y obtient, en 1802, une sous-lieutenance dans un régiment étranger et paie avec le traitement de ce grade les frais de ses études dans un collège. En 1805 le prince de Galles le fait nommer lieutenant dans son régiment de dragons. Héraclius de Gramont fait en cette qualité les campagnes en 1808 et 1809 en Espagne et au Portugal. Promu au grade de capitaine, il sert dans les états-majors et dans le service actif. Après la bataille de Vitoria, il pénètre en France, se met en relation avec les royalistes et sa tête est mise à prix.
Envoyé par les familles aristocratiques de Bordeaux vers Louis XVIII en Angleterre pour lui demander un prince de son sang qui puisse être placé à la tête du mouvement, le prince lui confie le duc d'Angoulême, et depuis lors Héraclius de Gramont se voue au service du duc. C'est aussi de ce moment qu'il prend par ordre le nom et le titre de duc de Guiche.
En mars 1814, le prince le nomme colonel et en fait son aide de camp. Arrivé à Paris il devient premier écuyer, chevalier de Saint-Louis et de la Légion d'honneur. Le duc de Guiche fait avec le prince la campagne du Midi en 1815 et reçoit le grade de maréchal de camp le 4 avril, au passage de la Drôme. Après la capitulation il suit le prince en Allemagne. Après les Cent-Jours il commande provisoirement la 11e division et s'oppose, autant qu'il le peut, aux réactions de l'époque.
Le duc de Guiche fait la campagne de 1823 en Espagne, en qualité de premier aide-de-camp et de premier écuyer du duc d'Angoulême. il sert à la Bataille du Trocadéro. Au retour de cette campagne, il est nommé lieutenant-général et grand-officier de la Légion d'honneur, et en 1828 inspecteur de cavalerie et commandant de la 2e division au camp d'instruction à Lunéville.
En 1830, le duc de Guiche accompagne les Bourbons proscrits de Rambouillet à Cherbourg, d'où il est renvoyé à Paris, pour mettre ordre aux affaires personnelles du duc d'Angoulême. Il va ensuite rejoindre ce prince à Édimbourg et le suit à Prague.
En 1833 le duc de Guiche rentre en France et se fixe à Versailles. Il prend le titre et le nom de duc de Gramont à la mort de son père (1836).

## Distinctions
- Chevalier de l'ordre royal et militaire de Saint-Louis (1814)
- Officier (1815) puis commandeur (1820) puis Grand officier (1823) de la Légion d'honneur
- Grand-croix de l'ordre des Saints-Maurice-et-Lazare de Sardaigne
- Décoration du brassard de Bordeaux

## Mariage et descendance
Le 23 juillet 1818, il épouse Ida Grimod d'Orsay (19 juin 1802 - Paris 8e, 2 janvier 1882), fille du général Albert Grimod d'Orsay (1772-1843), et d'Eléonore de Franquemont (1771-1833), fille d'Eleanore Sullivan. Elle était aussi la sœur d'Alfred d'Orsay. Ils eurent six enfants :
- Agénor de Gramont (1819-1880), 10e duc de Gramont, ministre des Affaires étrangères en 1870, marié en 1848 avec Emma Mac Kinnon (1811-1891), dont postérité ;
- Auguste de Gramont (1820-1877), duc de Lesparre, général, marié en 1844 avec Marie Sophie de Ségur (1824-1903), dont postérité ;
- Corisande de Gramont (1821-1826) ;
- Alfred de Gramont (1823-1881), comte de Gramont, général, marié en 1848 avec Louise Cécile Charlotte de Choiseul Praslin (1828-1902), dont postérité ;
- Ida de Gramont (1825-1871), mariée en 1850 avec Antoine Théodore, marquis du Prat, sans descendance ;
- Léontine de Gramont (1829-1897), non mariée[3].